# Humbécourt
Humbécourt és un municipi francès situat al departament de l'Alt Marne i a la regió del Gran Est. L'any 2007 tenia 731 habitants.

## Demografia

### Població
El 2007 la població de fet de Humbécourt era de 731 persones. Hi havia 262 famílies de les quals 40 eren unipersonals (24 homes vivint sols i 16 dones vivint soles), 95 parelles sense fills, 119 parelles amb fills i 8 famílies monoparentals amb fills.
La població ha evolucionat segons el següent gràfic:
Habitants censats

### Habitatges
El 2007 hi havia 272 habitatges, 263 eren l'habitatge principal de la família, 2 eren segones residències i 7 estaven desocupats. 269 eren cases i 2 eren apartaments. Dels 263 habitatges principals, 222 estaven ocupats pels seus propietaris, 39 estaven llogats i ocupats pels llogaters i 2 estaven cedits a títol gratuït; 3 tenien dues cambres, 19 en tenien tres, 75 en tenien quatre i 166 en tenien cinc o més. 199 habitatges disposaven pel capbaix d'una plaça de pàrquing. A 86 habitatges hi havia un automòbil i a 156 n'hi havia dos o més.

### Piràmide de població
La piràmide de població per edats i sexe el 2009 era:
| Homes | Edats   | Dones |
| ----- | ------- | ----- |
| 0     | 95 o +  | 0     |
| 0     | 90 a 94 | 0     |
| 4     | 85 a 89 | 0     |
| 0     | 80 a 84 | 12    |
| 4     | 75 a 79 | 4     |
| 4     | 70 a 74 | 8     |
| 16    | 65 a 69 | 16    |
| 8     | 60 a 64 | 16    |
| 16    | 55 a 59 | 8     |
| 44    | 50 a 54 | 44    |
| 20    | 45 a 49 | 16    |
| 20    | 40 a 44 | 28    |
| 36    | 35 a 39 | 36    |
| 36    | 30 a 34 | 16    |
| 12    | 25 a 29 | 12    |
| 8     | 20 a 24 | 12    |
| 24    | 15 a 19 | 20    |
| 16    | 10 a 14 | 44    |
| 48    | 5 a 9   | 28    |
| 24    | 0 a 4   | 12    |

## Economia
El 2007 la població en edat de treballar era de 478 persones, 332 eren actives i 146 eren inactives. De les 332 persones actives 308 estaven ocupades (177 homes i 131 dones) i 24 estaven aturades (6 homes i 18 dones). De les 146 persones inactives 50 estaven jubilades, 45 estaven estudiant i 51 estaven classificades com a «altres inactius».

### Ingressos
El 2009 a Humbécourt hi havia 265 unitats fiscals que integraven 754,5 persones, la mediana anual d'ingressos fiscals per persona era de 16.244 €.

### Activitats econòmiques
Dels 10 establiments que hi havia el 2007, 1 era d'una empresa alimentària, 3 d'empreses de construcció, 2 d'empreses de comerç i reparació d'automòbils, 1 d'una empresa d'hostatgeria i restauració, 2 d'empreses de serveis i 1 d'una empresa classificada com a «altres activitats de serveis».
Dels 2 establiments de servei als particulars que hi havia el 2009, 1 era un paleta i 1 guixaire pintor.
L'any 2000 a Humbécourt hi havia 7 explotacions agrícoles.

## Equipaments sanitaris i escolars
El 2009 hi havia una escola elemental.

## Poblacions més properes
El següent diagrama mostra les poblacions més properes.